# Euphalerus adustus
Euphalerus adustus är en insektsart som beskrevs av Leonard D. Tuthill 1937. Euphalerus adustus ingår i släktet Euphalerus och familjen rundbladloppor. Inga underarter finns listade i Catalogue of Life.